# هاينز هيلدبرانت
هاينز هيلدبرانت (بالدنماركية: Heinz Hildebrandt)‏ هو لاعب كرة قدم ومدرب كرة قدم دنماركي، ولد في 13 فبراير 1943 في كاوناس في ليتوانيا. شارك مع منتخب الدنمارك تحت 21 سنة لكرة القدم ومنتخب الدنمارك لكرة القدم. أما مع النوادي، فقد لعب مع فيدوفري ونادي فايله.

## وصلات خارجية
- هاينز هيلدبرانت على موقع قاعدة بيانات كرة القدم.إي يو (الإنجليزية)
- هاينز هيلدبرانت على موقع ناشيونال فوتبول تيمز (الإنجليزية)
- هاينز هيلدبرانت على موقع أوليمبيديا (الإنجليزية)